# Acianthera glumacea
Acianthera glumacea là một loài phong lan.

## Hình ảnh

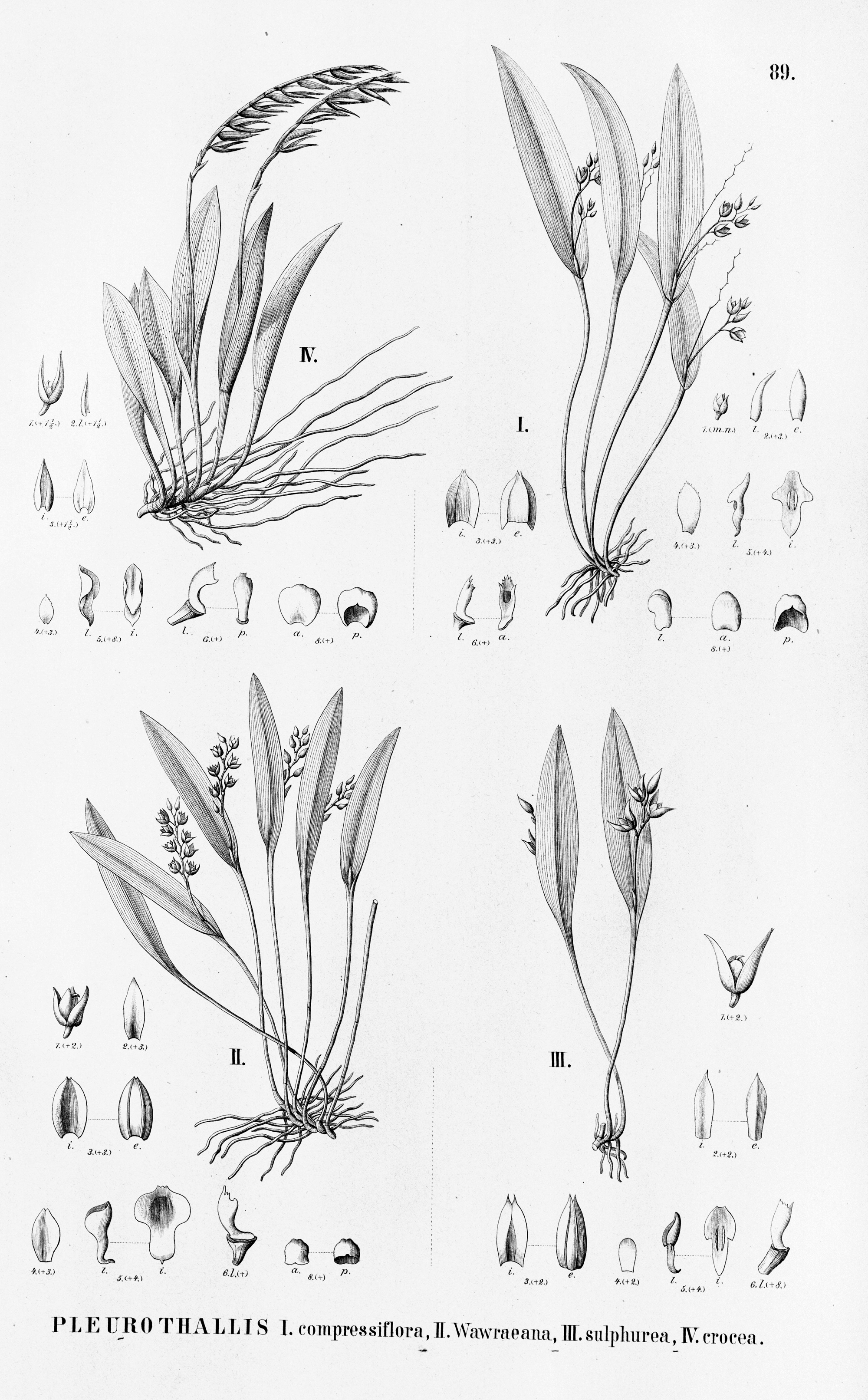
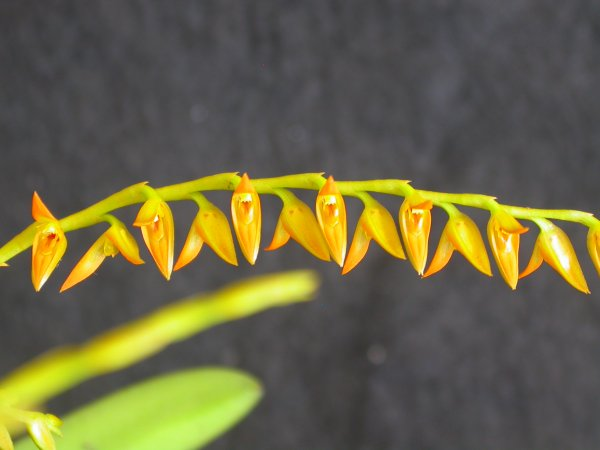
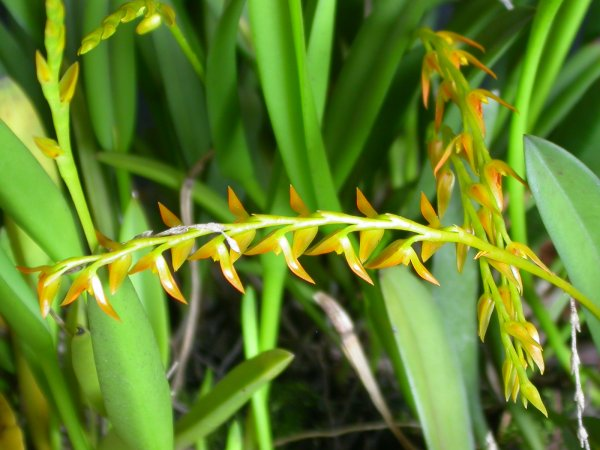
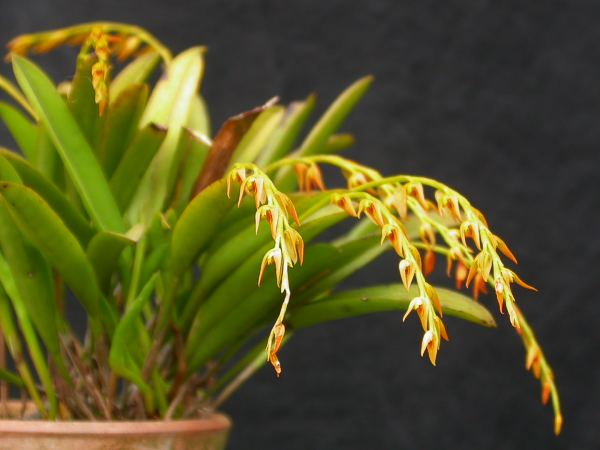